# Luc Nilis
Luc Nilis (Hasselt, 25 de mayo de 1967) es un exfutbolista belga, que jugó como delantero de la selección de su país durante la década de los 90, participando en los mundiales de Estados Unidos 1994 y Francia 1998.
Nilis acabó su carrera en la temporada 2000-01 después de romperse la pierna en un partido con su club el inglés Aston Villa en un choque con el arquero Richard Wright.
A su paso por el club neerlandés PSV Eindhoven, Nilis formó una de las duplas de delanteros más fuertes de Europa cuando jugó conjuntamente con Ruud van Nistelrooy. En la temporada 1998-1999, Nilis y van Nistelrooy marcaron 55 goles en la Liga entre los 2. van Nistelrooy acabó como máximo anotador y Nilis segundo. La temporada siguiente fue la última de Nilis para el PSV, anotando entre ambos 48 goles. De hecho, después de los partidos se quedaban en el vestuario y hacían merienda-cena. Posteriormente jugó con Ronaldo, quien dijo de él, que ha sido el mejor compañero de ataque que ha tenido.
Nilis jugó en 56 oportunidades por la selección de fútbol de Bélgica, marcando 10 goles. Fue un prolífico goleador en sus clubes, habiendo marcado su primer gol para la selección de Bélgica en su 24º partido (victoria por 9:0 sobre Zambia).

## Palmarés
| Título                        | Club                | País         | Año     |
| ----------------------------- | ------------------- | ------------ | ------- |
| Primera División de Bélgica   | R. S. C. Anderlecht | Bélgica      | 1986-87 |
| Supercopa de Bélgica          | R. S. C. Anderlecht | Bélgica      | 1987    |
| Copa de Bélgica               | R. S. C. Anderlecht | Bélgica      | 1988-89 |
| Copa de Bélgica               | R. S. C. Anderlecht | Bélgica      | 1989-90 |
| Primera División de Bélgica   | R. S. C. Anderlecht | Bélgica      | 1990-91 |
| Primera División de Bélgica   | R. S. C. Anderlecht | Bélgica      | 1992-93 |
| Supercopa de Bélgica          | R. S. C. Anderlecht | Bélgica      | 1993    |
| Copa de Bélgica               | R. S. C. Anderlecht | Bélgica      | 1993-94 |
| Primera División de Bélgica   | R. S. C. Anderlecht | Bélgica      | 1993-94 |
| Copa de Países Bajos          | PSV                 | Países Bajos | 1995-96 |
| Supercopa de los Países Bajos | PSV                 | Países Bajos | 1996    |
| Eredivisie                    | PSV                 | Países Bajos | 1996-97 |
| Supercopa de los Países Bajos | PSV                 | Países Bajos | 1997    |
| Supercopa de los Países Bajos | PSV                 | Países Bajos | 1998    |
| Eredivisie                    | PSV                 | Países Bajos | 1999-00 |